# OGLE-TR-113 b
OGLE-TR-113 b ist ein 2004 im Rahmen des OGLE-Forschungsprojektes mit Hilfe der Transitmethode entdeckter Exoplanet, der den Hauptreihenstern OGLE-TR-113 alle 1,432 Tage umkreist. Die große Bahnhalbachse wird mit 0,0232 ± 0,0038 Astronomischen Einheiten (etwa 3,5 Millionen km) angegeben, bei einer unbekannten, aber wahrscheinlich nahe bei 0 liegenden Bahnexzentrizität. Sein Radius wird mit 1,084 ± 0,029 Jupiterradien (etwa 78.000 Kilometer) angegeben. Auf Basis seiner auf 1,32 ± 0,19 Jupitermassen (etwa 420 Erdmassen) geschätzten Masse und der daraus folgenden mittleren Dichte von 1,26 ± 0,50 g/cm³ wird gefolgert, dass es sich um einen Gasplaneten des Typs Hot Jupiter handelt. Seine Gleichgewichtstemperatur wird mit 1355 ± 35 K (etwa 1100 °C) angegeben.
Laut Beobachtungen aus dem Zeitraum 2007–2009 hat die Umlaufzeit seit der Entdeckung bis dahin um jährlich etwa 60 ± 15 Millisekunden abgenommen. Sollte sich dieser Wert als dauerhaft erweisen, würde der Planet innerhalb von zwei Millionen Jahren in seinen Zentralstern stürzen. Es ist jedoch auch möglich, dass ein weiterer Begleiter des Zentralsterns mit einer den bisherigen Beobachtungszeitraum deutlich übersteigenden Umlaufperiode hier eine periodische Variation verursacht.